# Герасимов, Яков Иванович
Я́ков Ива́нович Гера́симов (10 (23) сентября 1903 года, Валдай — 17 марта 1983, Москва) — советский учёный-физикохимик; член-корреспондент Академии наук СССР (1953),
Лауреат Государственной премии.

## Область научных интересов
Химическая термодинамика, материаловедение, металлургия, электроника.

## Биография
Яков Герасимов родился 10 (23) сентября 1903 года в городе Валдай Новгородской области в семье врача. Дети в семье Герасимовых получили хорошее воспитание и общее гуманитарное образование. Яков Герасимов с детства свободно владел английским, французским и немецким языками, увлекался историей, литературой и музыкой. Окончил гимназию в Рыбинске.
В начале 1920 года начал работать в Историко-художественном музее смотрителем и платным заведующим.
Осенью 1920 года поступил учиться на химическое отделение Московского университета. В то время в МГУ курс неорганической и физической химии вёл известный химик профессор Иван Алексеевич Каблуков, который одним из первых стал заниматься термодинамическими исследованиями. По стечению обстоятельств на 3-м курсе студент Герасимов стал работать у него препаратором (1923—1927), а позже стал лекционным ассистентом Каблукова.
Профессор Адам Владиславович Раковский — основатель лаборатории химической термодинамики МГУ, занимавшийся разработкой методов получения чистых солей на основе правила фаз Гиббса, также оказал большое влияние на выбор жизненного пути при становлении молодого учёного. После окончания университета в 1925 году Герасимов начал работать на химическом факультете у Раковского.

## Научная и педагогическая деятельности
На протяжении научной и педагогической деятельности неразрывно связан с Московским Университетом: студент, аспирант Научно-исследовательского химического института при Московском университете, профессор (с 1942 года). Герасимов прошёл путь от препаратора химической лаборатории до заведующего кафедрой физической химии, которой руководил на протяжении 30 лет, начиная с 1952 года по 1982 год.
Параллельно его приглашали сотрудничать и другие вузы Москвы: в 1931—1934 годах Герасимов был сотрудником Государственного института цветных металлов, читал лекции в Московском химико-технологическом институте им. Д. И. Менделеева, Педагогическом институте им. К. Либкнехта, Военно-воздушной академии им. Н. Е. Жуковского.
В 1941 году в начале Великой Отечественной войныфилиал кафедры физической химии был эвакуирован в Ашхабаде. Здесь учёные лаборатории химической термодинамики МГУ под руководством Я. И. Герасимова, выполняли задания оборонных предприятий. В 1943 году уже в Москве
Я. И. Герасимов со своими учениками и помощниками продолжил работу в области металлургической термодинамики.
Результатами экспериментальных исследований термодинамических свойств веществ, проведённых им и его сотрудниками, стали основные положения для термодинамических расчётов технологии новых материалов — металлических сплавов, керамик, полупроводников.
В 1981 г. Государственной Премией СССР за вклад в развитие металлургической термодинамики получил авторский коллектив, в состав которого входил Я. И. Герасимов. Несколько поколений университетских химиков обучил и воспитал Я. И. Герасимов за весь период своей педагогической деятельности (60 лет), среди его учеников — профессора В. А. Гейдерих, Г. Ф. Воронин, В. П. Васильев и др.

## Научные труды
На трудах Я. И. Герасимова обучалась и развивалась отечественная школа специалистов по термодинамике неорганических веществ.
За многолетнюю научную деятельность Я. И. Герасимов опубликовал более двухсот работ, в том числе многотомную монографию «Химическая термодинамика в цветной металлургии», изданную дважды в 1933-1934 и 1960-1973 гг.
Автор и редактор многих учебников для высшей школы в России и за рубежом. Переведён на многие языки мира изданный в 1963 и 1973 гг. двухтомный учебник «Курс физической химии», одним из авторов которого является Герасимов.
Основные труды:
- Герасимов Я. И., Гейдерих В. А. Термодинамика растворов. — М.: МГУ, 1980. — 184 с.
- Герасимов Я. И. и др. Учебное пособие «Химическая термодинамика в цветной металлургии». Практические работы по физической химии / Под ред. проф. Фроста А. В.. — М.: МГУ, 1951. — 56 с.
- Герасимов Я. И. и др. Химическая термодинамика в цветной металлургии. Справочное руководство в 8 томах. — М.: Металлургизат, 1960. — Т. 1. — 230 с.
- Герасимов Я. И. и др. Химическая термодинамика в цветной металлургии. Справочное руководство в 8 томах. — М.: Металлургизат, 1960. — Т. 2. — 262 с.
- Герасимов Я. И. и др. Курс физической химии. Для хим. фак. ун-тов / Под общ. ред. чл.-кор. АН СССР проф. Герасимова Я. И.. — М., 1964. — Т. 1.
- Герасимов Я. И. и др. Курс физической химии. Для хим. фак. ун-тов. — 2-е, испр.. — М., 1969.

## Редакционно-издательская деятельность
Активное участие Я. И. Герасимова в редакционно-издательской деятельности началось с 1953 года, когда он был избран членом-корреспондентом Академии наук СССР. На протяжении многих лет учёный возглавлял Научный совет по химической термодинамике Академии наук СССР, был представителем от СССР в комиссии Международного союза теоретической и прикладной химии.
В течение ряда лет он заведовал редакцией химической литературы в Издательстве иностранной литературы, а с 1964 года после реорганизации этого издательства и Государственного издательства литературы на иностранных языках — в новом издательстве «Мир». Герасимов входил в состав редколлегии международного журнала «Chemical Thermodynamics».
С 1958 года и до последних дней жизни Я. И. Герасимов был главным редактором «Журнала физической химии».
Умер 17 марта 1983 года в Москве. Похоронен на Кунцевском кладбище.

## Награды
- Орден Ленина (1951),
- Орден Октябрьской Революции (1973),
- Орден Трудового Красного Знамени (1978), медали.
- Лауреат Государственной премии СССР (1981)[1].

## Память
К 100-летию со дня рождения Якова Ивановича Герасимова 29-30 сентября 2003 года проходила научная конференция Герасимовские чтения, в организации которой участвовали научные советы РАН по химической термодинамике и по физико-химическим основам полупроводникового материаловедения, Российский фонд фундаментальных исследований и ряд коммерческих предприятий.
Конференция пригласила более 200 учёных и преподавателей из 35 научных и учебных учреждений 15 регионов России и стран СНГ (Белоруссия, Казахстан, Украина). Программа конференции включала обсуждение широкого круга проблем физической химии, от её преподавания в высшей школе до применения конкретных результатов в науке и технике.

## Личные качества
Коллеги Якова Ивановича считают, что исключительные личностные качества учёного обуславливали его успех в руководстве различными научными коллективами и организациями. Демократизм, удивительная тактичность в сочетании со здравым смыслом, уважение чувства достоинства своих коллег, поощрение и мягкое покровительство их научных идей — вот те неизменные черты характера, которые высоко ценили все, кто окружал Якова Ивановича.
Способность Я. И. Герасимова выслушать и поддержать собеседника была удивительной и, как правило, после общения с ним находились решения, которые и сейчас кажутся верными. Мудрый, спокойный, доброжелательный, но настойчивый тогда, когда он был убеждён в собственной правоте, при этом неизменно проявлявший особую принципиальность в ситуациях, связанных с конъюнктурными соображениями или личной выгодой — таким помнят этого прекрасного человека, педагога, учёного.